# Eduardo Berizzo
Eduardo Berizzo Magnolo (Cruz Alta, 13 novembre 1969) è un allenatore di calcio ed ex calciatore argentino, di ruolo difensore, tecnico del León.

## Carriera

### Giocatore

#### Club
Berizzo inizia con il Newell's Old Boys, squadra di Rosario nel 1988 prima di andare ai messicani dell'Atlas nel 1993. Nel 1996 torna in Argentina, al River Plate. Nell'estate 1999 si trasferisce in Francia, sponda Olympique Marsiglia, ma viene girato in prestito prima al River Plate e poi al Celta Vigo. Il Celta lo mette sotto contratto nel 2002. Scaduto il suo triennale con il Celta, il 2005 vede Berizzo firmare un contratto annuale per il Cadice, essendo svincolato. Grazie alla sua doppia nazionalità italiana, può trasferirsi in Spagna come comunitario.

#### Nazionale
Berizzo debutta per la Nazionale argentina nella partita di qualificazione al campionato del mondo 1998 contro il Venezuela il 9 ottobre 1996.
Partecipa alla Copa América 1997 e alla Copa América 1999. Un infortunio alla caviglia lo escluse dal campionato del mondo 2002.

### Allenatore

#### Estudiantes e O'Higgins
Nel luglio del 2007 diventa l'assistente di Marcelo Bielsa, appena nominato commissario tecnico del Cile.
In vista del Clausura 2011 è assunto come allenatore dell'Estudiantes in sostituzione di Alejandro Sabella, ma il 1º giugno viene esonerato per i pessimi risultati ottenuti (15º posto in classifica).
Nel 2012 passa al Club Deportivo O'Higgins, nella Primera División cilena, con cui ottiene il secondo posto e perde la finale per il titolo ai tiri di rigore contro l'Universidad de Chile. Il 10 dicembre 2013 vince il Torneo Apertura 2013, primo titolo nazionale per il club in 58 anni di storia, e nel 2014 la Supercoppa nazionale, ai tiri di rigore contro il Deportes Iquique.

#### Celta Vigo
I successi in Cile lo portano nuovamente, nel maggio 2014, nella Liga spagnola, sulla panchina della sua ex squadra da calciatore, il Celta Vigo. Nel 2014-2015 conduce i suoi all'ottavo posto, a soli quattro punti da un piazzamento utile per la qualificazione all'Europa League. Nella stessa annata guida il Celta alla vittoria (1-0) contro il Barcellona, che mancava al Camp Nou da oltre 70 anni. Nel 2015-2016, stagione in cui vince per 4-1 al Balaídos contro il Barcellona, raggiunge il sesto posto in campionato, ottenendo con il Celta la qualificazione europea, e la semifinale di Coppa del Re, dove la squadra galiziana è eliminata dal Siviglia dopo aver eliminato l'Atlético Madrid in una memorabile sfida di ritorno dei quarti di finale in casa. Nel 2016-2017 guida il Celta al tredicesimo posto nella Liga e sino alla semifinale di Europa League (eliminazione contro il Manchester Utd poi vincitore del trofeo) e di nuovo alla semifinale di Coppa del Re dopo aver sconfitto il Real Madrid allo Stadio Santiago Bernabéu.

#### Siviglia e la malattia
Nel giugno 2017 firma un biennale con il Siviglia. Il 22 novembre, la mattina dopo la straordinaria rimonta in Champions League contro il Liverpool (da 0-3 a 3-3), è resa pubblica la notizia secondo cui il tecnico argentino avrebbe un cancro alla prostata. L'allenatore riceve subito messaggi di sostegno da Monchi, ex direttore sportivo del Siviglia passato alla Roma, da Unai Emery, ex-tecnico del Siviglia passato al PSG, e dalle società del Real Betis e del Barcellona (il club catalano, in particolare, si è dimostrato ben disposto ad offrire lo staff medico necessario alle cure, avendo già avuto a che fare con casi simili, ovvero quelli di Éric Abidal, terzino guarito dal tumore, e Tito Vilanova, vittima invece della sua malattia).
Sotto la sua gestione la squadra ottiene la qualificazione agli ottavi di finale di UEFA Champions League. A meno di un mese dall'operazione chirurgica necessaria per rimuovere il tumore, il 15 dicembre Berizzo ritorna a guidare i suoi nella partita di campionato con il Levante. Il 22 dicembre, con la squadra al quinto posto, è esonerato dopo aver raccolto un punto nelle ultime tre partite.

#### Athletic Bilbao
Il 31 maggio 2018 è nominato allenatore dell'Athletic Bilbao per la stagione 2018-2019, con un contratto annuale. Il 4 dicembre 2018, avendo ottenuto solo 2 sole vittorie in 15 partite ufficiali, viene esonerato.

#### Nazionale paraguaiana
Il 18 febbraio 2019 viene nominato commissario tecnico della nazionale paraguaiana, a seguito delle dimissioni di Juan Carlos Osorio. Conduce i paraguaiani ai quarti di finale della Coppa America 2019 e della Coppa America 2021. I negativi risultati raccolti nel girone di qualificazione al campionato del mondo 2022 provocano il suo esonero, avvenuto il 15 ottobre 2021, dopo la sconfitta per 4-0 in casa della Bolivia.
Il 26 maggio 2022 assume il ruolo di commissario tecnico della nazionale cilena.

## Statistiche

### Giocatore

#### Cronologia presenze e reti in nazionale
| Cronologia completa delle presenze e delle reti in nazionale ― Argentina | Cronologia completa delle presenze e delle reti in nazionale ― Argentina | Cronologia completa delle presenze e delle reti in nazionale ― Argentina | Cronologia completa delle presenze e delle reti in nazionale ― Argentina | Cronologia completa delle presenze e delle reti in nazionale ― Argentina | Cronologia completa delle presenze e delle reti in nazionale ― Argentina | Cronologia completa delle presenze e delle reti in nazionale ― Argentina | Cronologia completa delle presenze e delle reti in nazionale ― Argentina |
| Data                                                                     | Città                                                                    | In casa                                                                  | Risultato                                                                | Ospiti                                                                   | Competizione                                                             | Reti                                                                     | Note                                                                     |
| ------------------------------------------------------------------------ | ------------------------------------------------------------------------ | ------------------------------------------------------------------------ | ------------------------------------------------------------------------ | ------------------------------------------------------------------------ | ------------------------------------------------------------------------ | ------------------------------------------------------------------------ | ------------------------------------------------------------------------ |
| 9-10-1996                                                                | San Cristóbal                                                            | Venezuela                                                                | 2 – 5                                                                    | Argentina                                                                | Qual. Mondiali 1998                                                      | -                                                                        |                                                                          |
| 15-12-1996                                                               | Buenos Aires                                                             | Argentina                                                                | 1 – 1                                                                    | Cile                                                                     | Qual. Mondiali 1998                                                      | -                                                                        |                                                                          |
| 28-12-1996                                                               | Mar del Plata                                                            | Argentina                                                                | 2 – 3                                                                    | Jugoslavia                                                               | Amichevole                                                               | -                                                                        |                                                                          |
| 12-2-1997                                                                | Barranquilla                                                             | Colombia                                                                 | 0 – 1                                                                    | Argentina                                                                | Qual. Mondiali 1998                                                      | -                                                                        | 42’                                                                      |
| 30-4-1997                                                                | Buenos Aires                                                             | Argentina                                                                | 2 – 1                                                                    | Ecuador                                                                  | Qual. Mondiali 1998                                                      | -                                                                        | 76’                                                                      |
| 21-6-1997                                                                | Sucre                                                                    | Perù                                                                     | 2 – 1                                                                    | Argentina                                                                | Coppa America 1997 - Quarti di finale                                    | -                                                                        | 61’, 67’                                                                 |
| 24-2-1998                                                                | Mar del Plata                                                            | Argentina                                                                | 3 – 1                                                                    | Jugoslavia                                                               | Amichevole                                                               | -                                                                        |                                                                          |
| 10-3-1998                                                                | Buenos Aires                                                             | Argentina                                                                | 2 – 0                                                                    | Bulgaria                                                                 | Amichevole                                                               | -                                                                        | 77’                                                                      |
| 3-2-1999                                                                 | Maracaibo                                                                | Venezuela                                                                | 0 – 2                                                                    | Argentina                                                                | Amichevole                                                               | -                                                                        |                                                                          |
| 10-2-1999                                                                | Los Angeles                                                              | Messico                                                                  | 0 – 1                                                                    | Argentina                                                                | Amichevole                                                               | -                                                                        | Ammonizione                                                              |
| 4-9-1999                                                                 | Buenos Aires                                                             | Argentina                                                                | 2 – 0                                                                    | Brasile                                                                  | Amichevole                                                               | -                                                                        | 89’                                                                      |
| 17-11-1999                                                               | Siviglia                                                                 | Spagna                                                                   | 0 – 2                                                                    | Argentina                                                                | Amichevole                                                               | -                                                                        | 90+1’                                                                    |
| 15-11-2000                                                               | Santiago del Cile                                                        | Cile                                                                     | 0 – 2                                                                    | Argentina                                                                | Qual. Mondiali 2002                                                      | -                                                                        | 65’ 83’                                                                  |
| Totale                                                                   |                                                                          | Presenze                                                                 | 13                                                                       |                                                                          | Reti                                                                     | 0                                                                        |                                                                          |

### Statistiche da allenatore

#### Club
Statistiche aggiornate al 28 ottobre 2018.
| Stagione          | Squadra           | Campionato        | Campionato | Campionato | Campionato | Campionato | Coppe nazionali | Coppe nazionali | Coppe nazionali | Coppe nazionali | Coppe nazionali | Coppe continentali | Coppe continentali | Coppe continentali | Coppe continentali | Coppe continentali | Altre coppe | Altre coppe | Altre coppe | Altre coppe | Altre coppe | Totale | Totale | Totale | Totale | % Vittorie | Piazz.   |
| Stagione          | Squadra           | Comp              | G          | V          | N          | P          | Comp            | G               | V               | N               | P               | Comp               | G                  | V                  | N                  | P                  | Comp        | G           | V           | N           | P           | G      | V      | N      | P      | %          | Piazz.   |
| ----------------- | ----------------- | ----------------- | ---------- | ---------- | ---------- | ---------- | --------------- | --------------- | --------------- | --------------- | --------------- | ------------------ | ------------------ | ------------------ | ------------------ | ------------------ | ----------- | ----------- | ----------- | ----------- | ----------- | ------ | ------ | ------ | ------ | ---------- | -------- |
| feb.-mag. 2011    | Estudiantes (LP)  | PD                | 15         | 5          | 4          | 6          | -               | -               | -               | -               | -               | CL                 | 8                  | 3                  | 3                  | 2                  | -           | -           | -           | -           | -           | 23     | 8      | 7      | 8      | 34,78      | Dim.     |
| 2012              | O'Higgins         | PD                | 34+6       | 16+4       | 7+0        | 11+2       | CC              | 10              | 5               | 2               | 3               | CS                 | 2                  | 0                  | 1                  | 1                  | -           | -           | -           | -           | -           | 52     | 25     | 10     | 17     | 48,08      | 4º       |
| 2013              | O'Higgins         | PD                | 17         | 9          | 4          | 4          | -               | -               | -               | -               | -               | -                  | -                  | -                  | -                  | -                  | -           | -           | -           | -           | -           | 17     | 9      | 4      | 4      | 52,94      | 4º       |
| 2013-2014         | O'Higgins         | PD                | 34+1       | 20+1       | 6+0        | 8+0        | CC              | 10              | 6               | 1               | 3               | CL                 | 6                  | 1                  | 4                  | 1                  | SC          | 1           | 1           | 0           | 0           | 52     | 29     | 11     | 12     | 55,77      | 1º       |
| Totale O’Higgins  | Totale O’Higgins  | Totale O’Higgins  | 92         | 50         | 17         | 25         |                 | 20              | 11              | 3               | 6               |                    | 8                  | 1                  | 5                  | 2                  |             | 1           | 1           | 0           | 0           | 121    | 63     | 25     | 33     | 52,07      |          |
| 2014-2015         | Celta Vigo        | PD                | 38         | 13         | 12         | 13         | CR              | 4               | 2               | 0               | 2               | -                  | -                  | -                  | -                  | -                  | -           | -           | -           | -           | -           | 42     | 15     | 12     | 15     | 35,71      | 8º       |
| 2015-2016         | Celta Vigo        | PD                | 38         | 17         | 9          | 12         | CR              | 8               | 5               | 2               | 1               | -                  | -                  | -                  | -                  | -                  | -           | -           | -           | -           | -           | 46     | 22     | 11     | 13     | 47,83      | 6º       |
| 2016-2017         | Celta Vigo        | PD                | 38         | 13         | 6          | 19         | CR              | 8               | 5               | 2               | 1               | UEL                | 14                 | 6                  | 5                  | 3                  | -           | -           | -           | -           | -           | 60     | 24     | 13     | 23     | 40,00      | 13º      |
| Totale Celta Vigo | Totale Celta Vigo | Totale Celta Vigo | 114        | 43         | 27         | 44         |                 | 20              | 12              | 4               | 4               |                    | 14                 | 6                  | 5                  | 3                  |             | -           | -           | -           | -           | 148    | 61     | 36     | 51     | 41,22      |          |
| giu.-dic. 2017    | Siviglia          | PD                | 17         | 9          | 2          | 6          | CR              | 2               | 2               | 0               | 0               | UCL                | 8                  | 3                  | 4                  | 1                  | -           | -           | -           | -           | -           | 27     | 14     | 6      | 7      | 51,85      | Eson.    |
| giu.-dic. 2018    | Athletic Bilbao   | PD                | 10         | 1          | 7          | 2          | CR              | 0               | 0               | 0               | 0               | -                  | -                  | -                  | -                  | -                  | -           | -           | -           | -           | -           | 10     | 1      | 7      | 2      | 10,00      | Eson.    |
| ago. 2024-2025    | León              | PD                | 11         | 3          | 5          | 3          | -               | -               | -               | -               | -               | -                  | -                  | -                  | -                  | -                  | LC          | -           | -           | -           | -           | 11     | 3      | 5      | 3      | 27,27      | Sub, 11° |
| Totale carriera   | Totale carriera   | Totale carriera   | 148        | 56         | 38         | 54         |                 | 22              | 14              | 4               | 4               |                    | 22                 | 9                  | 9                  | 4                  |             |             |             |             |             | 192    | 79     | 51     | 62     | 41,15      |          |

#### Nazionale
Statistiche aggiornate al 17 novembre 2023.
| Squadra  | Naz                 | dal              | al               | Record | Record | Record | Record | Record | Record | Record | Record     |
| Squadra  | Naz                 | dal              | al               | G      | V      | N      | P      | GF     | GS     | DR     | % Vittorie |
| -------- | ------------------- | ---------------- | ---------------- | ------ | ------ | ------ | ------ | ------ | ------ | ------ | ---------- |
| Paraguay | Paraguay (bandiera) | 14 febbraio 2019 | 15 ottobre 2021  | 31     | 7      | 13     | 11     | 31     | 39     | −8     | 22,58      |
| Cile     | Cile (bandiera)     | 26 maggio 2022   | 17 novembre 2023 | 16     | 4      | 5      | 7      | 17     | 20     | −3     | 25,00      |
| Totale   | Totale              | Totale           | Totale           | 47     | 11     | 18     | 18     | 48     | 59     | −11    | 23,40      |

#### Nazionale paraguaiana nel dettaglio
| giu.-lug. 2019   | Paraguay        | Copa América 2019   | Quarti di finale                    | 4  | 0 | 3  | 1  | &0,00 | 3  | 4  | -1 |
| 2020             | Paraguay        | Qual. Mondiali 2022 | esonerato durante le qualificazioni | 4  | 1 | 3  | 0  | 25,00 | 6  | 5  | +1 |
| 2021             | Paraguay        | Qual. Mondiali 2022 | esonerato durante le qualificazioni | 8  | 1 | 3  | 4  | 12,50 | 3  | 12 | -9 |
| giu.-lug. 2021   | Paraguay        | Copa América 2021   | Quarti di finale                    | 5  | 2 | 1  | 2  | 40,00 | 8  | 6  | +2 |
| Dal 2019 al 2021 | Paraguay        | Amichevoli          |                                     | 10 | 3 | 3  | 4  | 30,00 | 11 | 12 | -1 |
| Totale Paraguay  | Totale Paraguay | Totale Paraguay     | Totale Paraguay                     | 31 | 7 | 13 | 11 | 22,58 | 31 | 39 | -8 |

#### Panchine da commissario tecnico della nazionale paraguaiana
| Cronologia completa delle presenze e delle reti in nazionale ― Paraguay | Cronologia completa delle presenze e delle reti in nazionale ― Paraguay | Cronologia completa delle presenze e delle reti in nazionale ― Paraguay | Cronologia completa delle presenze e delle reti in nazionale ― Paraguay | Cronologia completa delle presenze e delle reti in nazionale ― Paraguay | Cronologia completa delle presenze e delle reti in nazionale ― Paraguay | Cronologia completa delle presenze e delle reti in nazionale ― Paraguay | Cronologia completa delle presenze e delle reti in nazionale ― Paraguay |
| Data                                                                    | Città                                                                   | In casa                                                                 | Risultato                                                               | Ospiti                                                                  | Competizione                                                            | Reti                                                                    | Note                                                                    |
| ----------------------------------------------------------------------- | ----------------------------------------------------------------------- | ----------------------------------------------------------------------- | ----------------------------------------------------------------------- | ----------------------------------------------------------------------- | ----------------------------------------------------------------------- | ----------------------------------------------------------------------- | ----------------------------------------------------------------------- |
| 23-3-2019                                                               | Harrison                                                                | Perù                                                                    | 1 – 0                                                                   | Paraguay                                                                | Amichevole                                                              | -                                                                       | Cap: G.Gomez                                                            |
| 27-3-2019                                                               | Santa Clara                                                             | Messico                                                                 | 4 – 2                                                                   | Paraguay                                                                | Amichevole                                                              | Hernán Pérez Derlis González                                            | Cap: G.Gomez                                                            |
| 6-6-2019                                                                | Ciudad del Este                                                         | Paraguay                                                                | 1 – 1                                                                   | Honduras                                                                | Amichevole                                                              | Óscar Cardozo (rig.)                                                    | Cap: B.Valdez                                                           |
| 9-6-2019                                                                | Asunción                                                                | Paraguay                                                                | 2 – 0                                                                   | Guatemala                                                               | Amichevole                                                              | Gustavo Gómez Derlis González (rig.)                                    | Cap: G.Gomez                                                            |
| 16-6-2019                                                               | Rio de Janeiro                                                          | Paraguay                                                                | 2 – 2                                                                   | Qatar                                                                   | Coppa America 2019 - 1º turno                                           | Óscar Cardozo (rig.) Derlis González                                    | Cap: J.Alonso                                                           |
| 20-6-2019                                                               | Belo Horizonte                                                          | Argentina                                                               | 1 – 1                                                                   | Paraguay                                                                | Coppa America 2019 - 1º turno                                           | Richard Sánchez                                                         | Cap: G.Gomez                                                            |
| 23-6-2019                                                               | Salvador                                                                | Colombia                                                                | 1 – 0                                                                   | Paraguay                                                                | Coppa America 2019 - 1º turno                                           | -                                                                       | Cap: G.Gomez                                                            |
| 28-6-2019                                                               | Porto Alegre                                                            | Brasile                                                                 | 0 – 0 dts (4 - 3 dtr)                                                   | Paraguay                                                                | Coppa America 2019 - Quarti di finale                                   | -                                                                       | Cap: G.Gomez                                                            |
| 5-9-2019                                                                | Kashima                                                                 | Giappone                                                                | 2 – 0                                                                   | Paraguay                                                                | Amichevole                                                              | -                                                                       | Cap: G.Gomez                                                            |
| 10-9-2019                                                               | Amman                                                                   | Giordania                                                               | 2 – 4                                                                   | Paraguay                                                                | Amichevole                                                              | Óscar Romero Miguel Almirón Robert Rojas Kaku                           | Cap: G.Gomez                                                            |
| 10-10-2019                                                              | Kruševac                                                                | Serbia                                                                  | 1 – 0                                                                   | Paraguay                                                                | Amichevole                                                              | -                                                                       | Cap: G.Gomez                                                            |
| 13-10-2019                                                              | Bratislava                                                              | Slovacchia                                                              | 1 – 1                                                                   | Paraguay                                                                | Amichevole                                                              | Kaku                                                                    | Cap: G.Gomez                                                            |
| 14-11-2019                                                              | Sofia                                                                   | Bulgaria                                                                | 0 – 1                                                                   | Paraguay                                                                | Amichevole                                                              | Miguel Almirón                                                          | Cap: G.Gomez                                                            |
| 19-11-2019                                                              | Riad                                                                    | Arabia Saudita                                                          | 0 – 0                                                                   | Paraguay                                                                | Amichevole                                                              | -                                                                       | Cap: G.Gomez                                                            |
| 9-10-2020                                                               | Asunción                                                                | Paraguay                                                                | 2 – 2                                                                   | Perù                                                                    | Qual. Mondiali 2022                                                     | 2 Ángel Romero                                                          | Cap: G.Gomez                                                            |
| 14-10-2020                                                              | Mérida                                                                  | Venezuela                                                               | 0 – 1                                                                   | Perù                                                                    | Qual. Mondiali 2022                                                     | Gastón Giménez                                                          | Cap: G.Gomez                                                            |
| 13-11-2020                                                              | Buenos Aires                                                            | Argentina                                                               | 1 – 1                                                                   | Paraguay                                                                | Qual. Mondiali 2022                                                     | Ángel Romero (rig.)                                                     | Cap: G.Gomez                                                            |
| 18-11-2020                                                              | Asunción                                                                | Paraguay                                                                | 2 – 2                                                                   | Bolivia                                                                 | Qual. Mondiali 2022                                                     | Ángel Romero (rig.) Kaku                                                | Cap: G.Gomez                                                            |
| 4-6-2021                                                                | Montevideo                                                              | Uruguay                                                                 | 0 – 0                                                                   | Paraguay                                                                | Qual. Mondiali 2022                                                     | -                                                                       | Cap: G.Gomez                                                            |
| 9-6-2021                                                                | Asunción                                                                | Paraguay                                                                | 0 – 2                                                                   | Brasile                                                                 | Qual. Mondiali 2022                                                     | -                                                                       | Cap: M.Villasanti                                                       |
| 15-6-2021                                                               | Goiânia                                                                 | Paraguay                                                                | 3 – 1                                                                   | Bolivia                                                                 | Coppa America 2021 - 1º turno                                           | Kaku 2 Ángel Romero                                                     | Cap: G.Gomez                                                            |
| 22-6-2021                                                               | Brasilia                                                                | Argentina                                                               | 1 – 0                                                                   | Paraguay                                                                | Coppa America 2021 - 1º turno                                           | -                                                                       | Cap: G.Gomez                                                            |
| 25-6-2021                                                               | Brasilia                                                                | Cile                                                                    | 0 – 2                                                                   | Paraguay                                                                | Coppa America 2021 - 1º turno                                           | Braian Samudio Miguel Almirón (rig.)                                    | Cap: G.Gomez                                                            |
| 29-6-2021                                                               | Rio de Janeiro                                                          | Uruguay                                                                 | 1 – 0                                                                   | Paraguay                                                                | Coppa America 2021 - 1º turno                                           | -                                                                       | Cap: J.Alonso                                                           |
| 2-7-2021                                                                | Goiânia                                                                 | Perù                                                                    | 3 – 3 (4 - 3 dtr)                                                       | Paraguay                                                                | Coppa America 2021 - Quarti di finale                                   | Gustavo Gómez Júnior Alonso Gabriel Ávalos                              | Cap: G.Gomez                                                            |
| 2-9-2021                                                                | Quito                                                                   | Ecuador                                                                 | 2 – 0                                                                   | Paraguay                                                                | Qual. Mondiali 2022                                                     | -                                                                       | Cap: J.Alonso                                                           |
| 6-9-2021                                                                | Asunción                                                                | Paraguay                                                                | 1 – 1                                                                   | Colombia                                                                | Qual. Mondiali 2022                                                     | Antonio Sanabria                                                        | Cap: G.Gomez                                                            |
| 10-9-2021                                                               | Asunción                                                                | Paraguay                                                                | 2 – 1                                                                   | Venezuela                                                               | Qual. Mondiali 2022                                                     | David Martínez Kaku                                                     | Cap: J.Alonso                                                           |
| 8-10-2021                                                               | Asunción                                                                | Paraguay                                                                | 0 – 0                                                                   | Argentina                                                               | Qual. Mondiali 2022                                                     | -                                                                       | Cap: G.Gomez                                                            |
| 11-10-2021                                                              | Santiago de Chile                                                       | Cile                                                                    | 2 – 0                                                                   | Paraguay                                                                | Qual. Mondiali 2022                                                     | -                                                                       | Cap: G.Gomez                                                            |
| 14-10-2021                                                              | La Paz                                                                  | Bolivia                                                                 | 4 – 0                                                                   | Paraguay                                                                | Qual. Mondiali 2022                                                     | -                                                                       | Cap: G.Gomez                                                            |
| Totale                                                                  |                                                                         | Presenze                                                                | 31                                                                      |                                                                         | Reti                                                                    | 31                                                                      |                                                                         |

#### Nazionale cilena nel dettaglio
| 2023             | Cile         | Qual. Mondiali 2026 | Dimissioni durante la fase | 5  | 1 | 2 | 2 | 20,00 | 3  | 6  | -3 |
| Dal 2022 al 2023 | Cile         | Amichevoli          |                            | 11 | 3 | 3 | 5 | 27,27 | 14 | 14 | +0 |
| Totale Chile     | Totale Chile | Totale Chile        | Totale Chile               | 16 | 4 | 5 | 7 | 25,00 | 17 | 20 | -3 |

#### Panchine da commissario tecnico della nazionale cilena
| Cronologia completa delle presenze e delle reti in nazionale ― Cile | Cronologia completa delle presenze e delle reti in nazionale ― Cile | Cronologia completa delle presenze e delle reti in nazionale ― Cile | Cronologia completa delle presenze e delle reti in nazionale ― Cile | Cronologia completa delle presenze e delle reti in nazionale ― Cile | Cronologia completa delle presenze e delle reti in nazionale ― Cile | Cronologia completa delle presenze e delle reti in nazionale ― Cile | Cronologia completa delle presenze e delle reti in nazionale ― Cile |
| Data                                                                | Città                                                               | In casa                                                             | Risultato                                                           | Ospiti                                                              | Competizione                                                        | Reti                                                                | Note                                                                |
| ------------------------------------------------------------------- | ------------------------------------------------------------------- | ------------------------------------------------------------------- | ------------------------------------------------------------------- | ------------------------------------------------------------------- | ------------------------------------------------------------------- | ------------------------------------------------------------------- | ------------------------------------------------------------------- |
| 6-6-2022                                                            | Daejeon                                                             | Corea del Sud                                                       | 2 – 0                                                               | Cile                                                                | Amichevole                                                          | -                                                                   | Cap: G.Medel                                                        |
| 10-6-2022                                                           | Kobe                                                                | Cile                                                                | 0 – 2                                                               | Tunisia                                                             | Coppa Kirin                                                         | -                                                                   | Cap: G.Medel                                                        |
| 14-6-2022                                                           | Suita                                                               | Ghana                                                               | 0 – 0 (3 - 1 dtr)                                                   | Cile                                                                | Coppa Kirin                                                         | -                                                                   | Cap: P.Diaz                                                         |
| 23-9-2022                                                           | Cornella de Llobregat                                               | Marocco                                                             | 2 – 0                                                               | Cile                                                                | Amichevole                                                          | -                                                                   | Cap: G.Medel                                                        |
| 27-9-2022                                                           | Vienna                                                              | Qatar                                                               | 2 – 2                                                               | Cile                                                                | Amichevole                                                          | Alexis Sanchez Arturo Vidal                                         | Cap: G.Medel                                                        |
| 16-11-2022                                                          | Varsavia                                                            | Polonia                                                             | 1 – 0                                                               | Cile                                                                | Amichevole                                                          | -                                                                   | Cap: C.Bravo                                                        |
| 20-11-2022                                                          | Bratislava                                                          | Slovacchia                                                          | 0 – 0                                                               | Cile                                                                | Amichevole                                                          | -                                                                   | Cap: G.Medel                                                        |
| 28-3-2023                                                           | Santiago del Cile                                                   | Cile                                                                | 3 – 2                                                               | Paraguay                                                            | Amichevole                                                          | Paulo Diaz Alexis Sanchez autorete                                  | Cap: C.Bravo                                                        |
| 11-6-2023                                                           | Concepción                                                          | Cile                                                                | 3 – 0                                                               | Cuba                                                                | Amichevole                                                          | 2 Marcelino Núñez Rodrigo Echeverria                                | Cap: E.Mena                                                         |
| 16-6-2023                                                           | Viña del Mar                                                        | Cile                                                                | 5 – 0                                                               | Rep. Dominicana                                                     | Amichevole                                                          | 3 Ben Brereton 2 Bruno Barticciotto                                 | Cap: G.Medel                                                        |
| 20-6-2023                                                           | Santa Cruz de la Sierra                                             | Bolivia                                                             | 0 – 0                                                               | Cile                                                                | Amichevole                                                          | -                                                                   | Cap: G.Medel                                                        |
| 8-9-2023                                                            | Montevideo                                                          | Uruguay                                                             | 3 – 1                                                               | Cile                                                                | Qual. Mondiali 2026                                                 | Arturo Vidal                                                        | Cap: G.Medel                                                        |
| 12-9-2023                                                           | Santiago del Cile                                                   | Cile                                                                | 0 – 0                                                               | Colombia                                                            | Qual. Mondiali 2026                                                 |                                                                     | Cap: G.Medel                                                        |
| 12-10-2023                                                          | Santiago del Cile                                                   | Cile                                                                | 2 – 0                                                               | Perù                                                                | Qual. Mondiali 2026                                                 | Diego Valdés Autorete                                               | Cap: G.Medel                                                        |
| 17-10-2023                                                          | Maturín                                                             | Venezuela                                                           | 3 – 0                                                               | Cile                                                                | Qual. Mondiali 2026                                                 |                                                                     | Cap: G.Medel                                                        |
| 17-11-2023                                                          | Santiago del Cile                                                   | Cile                                                                | 0 – 0                                                               | Paraguay                                                            | Qual. Mondiali 2026                                                 |                                                                     | Cap: G.Medel                                                        |
| Totale                                                              |                                                                     | Presenze                                                            | 16                                                                  |                                                                     | Reti                                                                | 17                                                                  |                                                                     |

## Palmarès

### Giocatore

#### Competizioni nazionali
- Campionato argentino: 7

Newell's Old Boys: 1990-1991, 1991-1992
River Plate: Apertura 1996, Clausura 1997, Apertura 1997, Apertura 1999, Clausura 2000

#### Competizioni internazionali
- Coppa Libertadores: 1

River Plate: 1996
- Supercoppa Sudamericana: 1

River Plate: 1997

### Allenatore
- Campionato cileno: 1

O'Higgins: Apertura 2013-2014
- Supercoppa del Cile: 1

O'Higgins: Supercoppa del Cile 2014